# I Got the Blues
I Got the Blues är en låt komponerad av Mick Jagger och Keith Richards som lanserades av The Rolling Stones på albumet Sticky Fingers 1971. Låten som är en ballad i långsamt tempo påminner musikaliskt om 1960-talets amerikanska soulballader med exempelvis Otis Redding, men har även bluesinfluenser. Förutom Rolling Stones medverkar Bobby Keys med saxofon, Jim Price på trumpet, samt Billy Preston på hammondorgel.